# Белое знамя (восьмизнамённая армия)
Исконно Белое Знамя (кит. трад. 正白旗, пиньинь Zhèng Bái Qí) — одна из восьмизнамённых армий в период существования государств Поздняя Цзинь и Цин в Китае. Это было одно из трёх «верхних» знамён («Жёлтое знамя», «Жёлтое знамя с каймой» и «Белое знамя»), непосредственно контролируемых императором, в отличие от других пяти «нижних» знамён. Хойсе Ниру был воинской частью, связанной с Белым знаменем.

## Известные участники
- Доргонь (1612—1650), 14-й сын Нурхаци
- Додо (1614—1649), 15-й сын Нурхаци
- Дуаньфан (1861—1911)
- Джон Куан (род. 1940), тайский политик
- Жунлу (1836—1903)
- Иньчан (1859—1928)
- Нергингэ (1784—1857)
- Императрица Сяошуруй (1760—1797), одна из жён императора Цзяцина
- Юлан (Гувалгия) (1884—1921), мать последнего цинского императора Пу И
- Супруга Донго (1639—1660), жена императора Шуньчжи
- Супруга Дун (1746—1806), одна из жён императора Цяньлуна
- Мингату (1692—1763), монгол
- Императорская благородная супруга Чуньхуэй (1713—1760), китаянка, одна из жён императора Цяньлуна
- Ваньжун, императрица Сяокэминь (1906—1946), титулярная императрица Цин, императрица Маньчжоу-Го, жена Пу И, императора Сюаньтуна.

## Известные кланы
- Донгго
- Феймо
- Хитара
- Гувалгия
- Тохоро
- Су
- Цао
- Уэрлатэ
- Ехэ Нара
- Тубот
- Гобуло
- Илари
- Чжу
- Чэн
- Бай
- Юань
- Ван
- Намдулу